# حاجيبابا حوسينوف
حاجيبابا حوسين علي أوغلو حوسينوف (بالأذرية: Hacıbaba Hüseynov) مغني ومطرب، وفنان الشعب في جمهورية أذربيجان الاشتراكية السوفيتية (1990).

## حياته ومشواره المهني
ولد حاجيبابا حوسينوف في 15 مارس لعام 1919 في حي جامبركاند لعاصمة باكو، نشأ في عائلة قس.
معلمه للمقام الأذربيجاني كان المطرب الأذربيجاني زولفو أديجوزالوف.  وتعلم أسرار المقام منه، وبعد وفاة زولفو أديجوزالوف في عام 1963، دعا أحمد باكيخانوف حاجيبابا لتدريس المقام في أكاديمية باكو للموسيقى.
في 1991 عمل في مدن بارس ومارسيليا ومونبلييه وإقليم بروكسل العاصمة. وفي 19 مارس لعام 1989 حصل على لقب فنان الشرف في جمهورية أذربيجان، و في أكتوبر لعام 1990 حصل على لقب فنان الشعب في جمهورية أذربيجان.
توفي حاجيبابا حوسينوف في ال 74 من عمره في 24 أكتوبر 1993 في باكو، ودفن على ممشى الشرف الأول بتوجيه من الرئيس الراحل حيدر علييف في 26 أكتوبر لعام 1993.